# Будник Микола Петрович
Мико́ла Петро́вич Бу́дник (нар. 3 лютого 1953, с. Сколобів, Володарсько-Волинський район, Житомирська область — 16 січня 2001, Ірпінь, Київська область) — кобзар, панмайстер (панотець) Київського кобзарського цеху, бандурист, майстер народних музичних інструментів, художник, поет.

## Біографія
Народився Микола Будник 3 лютого 1953 р. у с. Сколобів Володарськ-Волинського району на Житомирщині. Чотирнадцятирічним хлопцем пішов із села в широкий світ у пошуках свого місця в ньому. Міняв професії, місця роботи й перебування. Довший час працював фрезерувальником на київському заводі «Арсенал». Захоплювався малюванням.
В 1980-тих роках навчається грати на старосвітській бандурі в Георгія Ткаченка.

## Творчий доробок
Відновив 17 різновидів традиційних народних інструментів. Серед них: вересаївська кобза (по описах М. В. Лисенка), кобза по Рігельману, недбайлівська бандура, шоломоподібні гусла, деякі типи колісних лір тощо

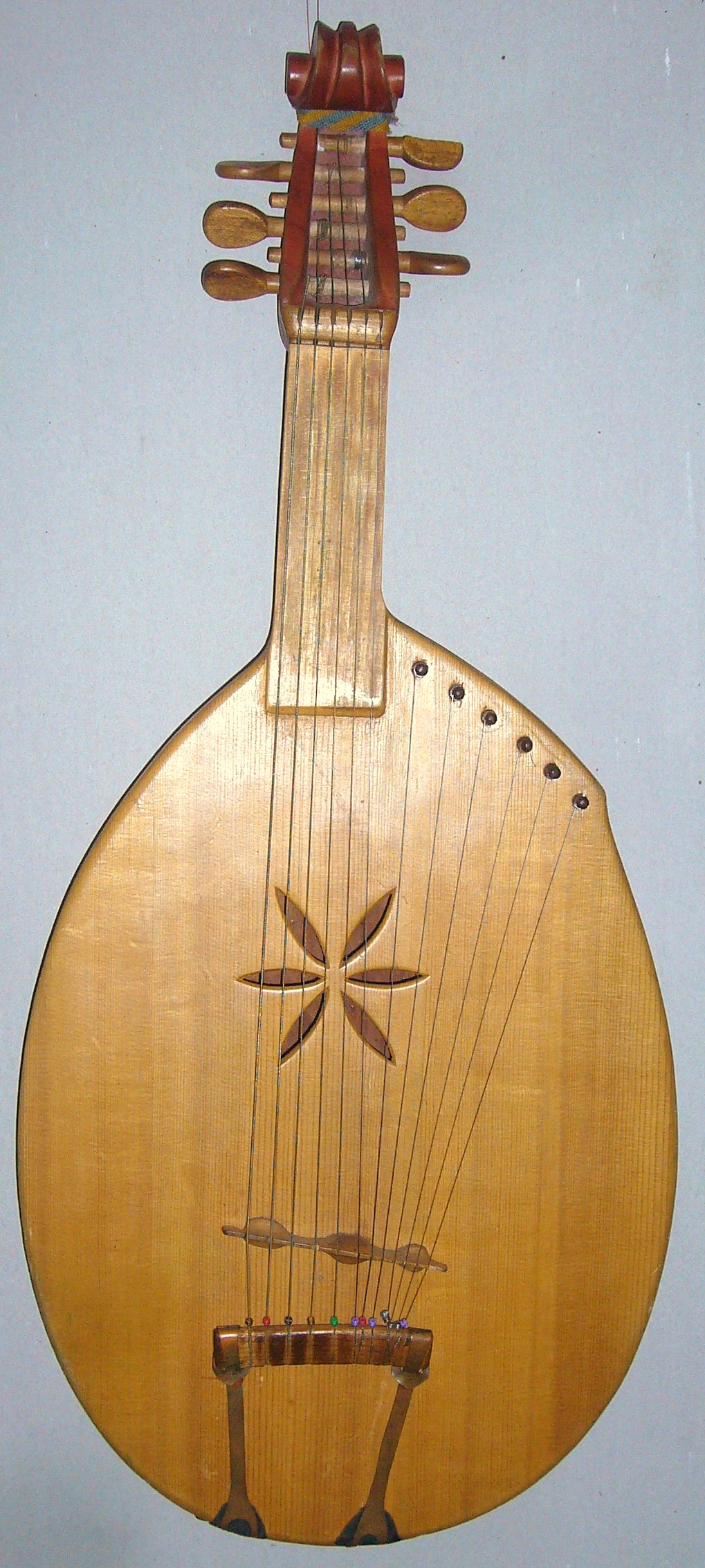
Кобза вересаївська, роботи М. Будника, 1994 р.

Разом із Миколою Товкайлом та ін. учнями Г. К. Ткаченка створив творчу організацію Київський кобзарський цех, де випробував традиційні форми кобзарювання в сучасних умовах, виступаючи на вулицях і майданах, біля церков, монастирів та в інших людних місцях.
Автор підручника з виготовлення старосвітської бандури, вчитель і правчитель багатьох нині відомих кобзарів.

## Учителі й учні
1980 — почав учитися грати на бандуру в Георгія Ткаченка, від якого перейняв кобзарську школу разом з Володимиром Кушпетом, Миколою Товкайлом та іншими. Почав виготовляти бандури старосвітського зразка.
Учнями М. Будника є, зокрема, Олесь Санін, Тарас Компаніченко, Тарас Силенко та Едуард Драч. Майстри народних інструментів, що є учнями М. Будника: Олександр Кіт, Руслан Козленко, Павло Зубченко, Іван Кушнір, Юрко Кочержинський та інші.
Як художник, зазнав впливу свого старшого друга Миколи Трегуба, з яким вони разом ходили на пленер із саморобними етюдниками —"тринами". Нерідко Микола Будник писав на акварельних роботах поетичні та інші тексти, що характерно також і для Трегуба.